# Xả súng Las Vegas 2017
Vào đêm ngày 1 tháng 10 năm 2017, một vụ xả súng đã xảy ra tại lễ hội âm nhạc đồng quê Route 91 Harvest thường niên lần thứ 4 tại Paradise, Nevada. Trong phần biểu diễn kết thúc chương trình của ca sĩ Jason Aldean, một tay súng đã xả súng vào đám đông từ tầng 32 của khu nghỉ dưỡng Mandalay Bay gần đó.
Tay súng được xác định là Stephen Craig Paddock, 64 tuổi, sống tại Mesquite, Nevada, đã được phát hiện là đã tự sát bằng súng. Thảm kịch này đã vượt qua vụ xả súng tại hộp đêm ở Orlando 2016 để trở thành vụ bắn chết nhiều người nhất ở Hoa Kỳ, với ít nhất 60 người thiệt mạng (bao gồm cả thủ phạm) và 527 người bị thương.

## Bối cảnh

Sơ đồ khách sạn Mandalay Bay, nơi tay súng bắn từ tầng 32 (400 yards / 365 mét) về phía Làng Las Vegas.

Lễ hội âm nhạc đồng quê mừng ngày thu hoạch Route 91 Harvest country music festival đã được tổ chức hàng năm từ năm 2014 tại Las Vegas Village trên một lô đất rộng 15 mẫu Anh (6,1 hécta) được sử dụng cho các buổi trình diễn ngoài trời. Khu nghỉ mát này cách vịnh Mandalay Bay vài trăm mét ở Paradise, Nevada, ở phía đối diện Đại lộ Las Vegas. Vào ngày 1 tháng 10 năm 2017, ca sĩ Jason Aldean đã trình diễn bài hát cuối vào ngày thứ ba và ngày cuối cùng của lễ hội. Sự kiện này đã có khoảng 22.000 người tham dự.

## Vụ xả súng
Vào khoảng 22:08 ngày 1 tháng 10 năm 2017, một người đàn ông bắt đầu xả súng bằng một khẩu súng tự động từ tầng phía trên của khách sạn Mandalay Bay nhắm vào đám đông khán giả đang tham dự một lễ hội âm nhạc đồng quê tại Las Vegas Village, một khu đất rộng 15 mẫu Anh (6,1 ha) ở phía bên kia Dải Las Vegas. Lễ hội Route 91 Harvest được tổ chức từ ngày 29 tháng 9 tới ngày 1 tháng 10 năm 2017, và có sự góp mặt của Jason Aldean, Eric Church và Sam Hunt. Vụ xả súng bắt đầu vào màn biểu diễn cuối cùng, khi Aldean đang hát bài hát"When She Says Baby".
Vào lúc 23:58 PDT, Sở Cảnh sát Đô thị Las Vegas thông báo rằng một nghi phạm, một cư dân tại Nevada, đã"bị hạ". Nghi phạm được tìm thấy đã chết trên một phòng ở tầng thứ 32 của khách sạn Mandalay Bay với một vết đạn tự bắn.
Cánh sát cho biết tay súng đã hành động một mình và hiện chưa rõ động cơ tấn công. Nghi phạm được xác định là Stephen Paddock, 64 tuổi, sống tại Mesquite, Nevada; một người đàn ông da trắng không hề có tiền án. Cảnh sát tìm thấy ít nhất 10 khẩu súng trường bên trong phòng khách sạn của Paddock; căn phòng này đã được Paddock thuê từ ngày 28 tháng 9 năm 2017.

## Thương vong
Ít nhất 59 người đã thiệt mạng. Trong số đó có hai sĩ quan cảnh sát đang không trong giờ làm việc. 406 người đã bị thương và phải nhập viện, trong đó có hai bệnh viện là Trung tâm Y tế Đại học Nam Nevada và Bệnh viện & Trung tâm Y tế Sunrise.
Đây là vụ xả súng đẫm máu nhất lịch sử Hoa Kỳ, vượt qua cả vụ Xả súng tại hộp đêm ở Orlando 2016.

## Hậu quả
Một phần lớn của Đại lộ Las Vegas đã bị đóng cửa để cảnh sát kiểm tra khu vực các sòng bài, khách sạn và khu làm việc xung quanh. Sân bay quốc tế McCarran được tạm thời đóng cửa và nhiều chuyến bay bị chuyển hướng hoặc hủy bỏ sau vụ xả súng do đám đông người sơ tán đi vào khu vực sân bay.
Brian Sandoval, Thống đốc Nevada, gọi vụ xả súng là"một hành động bạo lực bi thảm tàn bạo đã làm rung chuyển gia đình Nevada". Tổng thống Hoa Kỳ Donald Trump bày tỏ"lời chia buồn và thông cảm sâu sắc nhất tới các nạn nhân và gia đình các nạn nhân của vụ xả súng tồi tệ tại Las Vegas".

## Luật súng đạn
Tiểu bang Nevada, nơi vụ xả súng xảy ra, có các luật kiểm soát súng đạn ít nghiêm ngặt nhất tại Mỹ. Mọi người được phép mang súng công khai nơi công cộng mà không cần phải đăng ký là người sở hữu chúng. Các vũ khí tấn công (bao gồm súng tự động và bán tự động) và các băng đạn kích thước lớn đều không bị cấm. Người mua súng tuy bị kiểm tra lý lịch khi mua, nhưng lại được phép tự mình bán súng.